# Carl Jacob (Politiker)
Franz Carl Jacob (* 8. Juni 1818 in Kaiserslautern; † 1. Dezember 1895 in Zweibrücken) war ein deutscher Autor und Politiker. 

## Leben
Der Arzt Franz Carl Jacob wurde 1818 als vierzehntes und jüngstes Kind des Ökonomen und Landratsmitglieds Johann Nicolaus Jacob geboren. Sein Bruder Johann Wilhelm Jacob wurde wie der Vater Mitglied des bayerischen Landtags. Im Jahr 1845 heiratete er Ida Louise Lichtenberger. Das Ehepaar hatte zwei Söhne und zwei Töchter. Während seines Studiums wurde er 1838 Mitglied des Corps Franconia München.

## Leistungen
Carl Jacob war Gründer des pfälzischen Protestantenvereins. Der junge Arzt setzte sich seit Beginn der 1840er Jahre für eine unabhängige Pfälzische Landeskirche ein. Im Gesangbuchstreit stand er auf Seiten der Liberalen und leitete am 14. November 1858 die Gründungsversammlung des „protestantischen Vereins der Bayerischen Pfalz“. Auch nach den ersten erzielten Erfolgen setzte sich Jacob für den Fortbestand des Vereins ein. Der Verein hatte in seiner Blütezeit über 20 000 Mitglieder und bestand noch bis März 1934.
1865 wurde Carl Jacob in den „Landrath der Pfalz“ berufen. Hier wurde er sogleich zum Sekretär gewählt. Von 1873 bis 1882 war er der Präsident dieses Bezirksparlaments.
Während eines mehrjährigen Kuraufenthalts in Bad Cannstatt begann Jacob mit dem Verfassen wissenschaftlicher Abhandlungen. Ungleich bekannter als er, wurde allerdings seine Ehefrau, die unter dem Pseudonym „Emmy Braun“ die erfolgreichste pfälzische Kochbuchautorin wurde.

## Trivia
Der Politiker und Bankpräsident Karl Theodor Jacob ist ein Großneffe von Carl Jacob.

## Schriften
- Molekuelanziehungen und Molekuelverbindungen. Cannstatt, 1878.
- Die Kräfte in der Natur, insbesondere ueber einige Wirkungen der Kraft der Kohaesion und Adhaesion bei Stoffmischungen sowie ueber das Wesen der Elektrizitaet und des Magnetismus. Würzburg 1883.
- Die Grundzüge der Naturwissenschaften. Grünstadt 1890.